# Leptodeira septentrionalis
Espèce
Synonymes
- Dipsas septentrionalis Kennicott, 1859
- Comastes ornatus Bocourt, 1884
- Leptodeira septentrionalis ornata (Bocourt, 1884)
- Leptodeira dunckeri Werner, 1913
- Leptodeira larcorum Schmidt & Walker, 1943
- Leptodeira septentrionalis larcorum Schmidt & Walker, 1943

Leptodeira septentrionalis  est une espèce de serpents de la famille des Dipsadidae.

## Répartition
Cette espèce se rencontre :
- aux États-Unis dans le sud du Texas ;
- au Mexique ;
- au Belize ;
- au Guatemala ;
- au Honduras ;
- au Salvador ;
- au Nicaragua ;
- au Costa Rica ;
- au Panama ;
- en Colombie ;
- au Venezuela dans l'État de Zulia ;
- dans le nord du Pérou ;
- en Équateur.

## Description

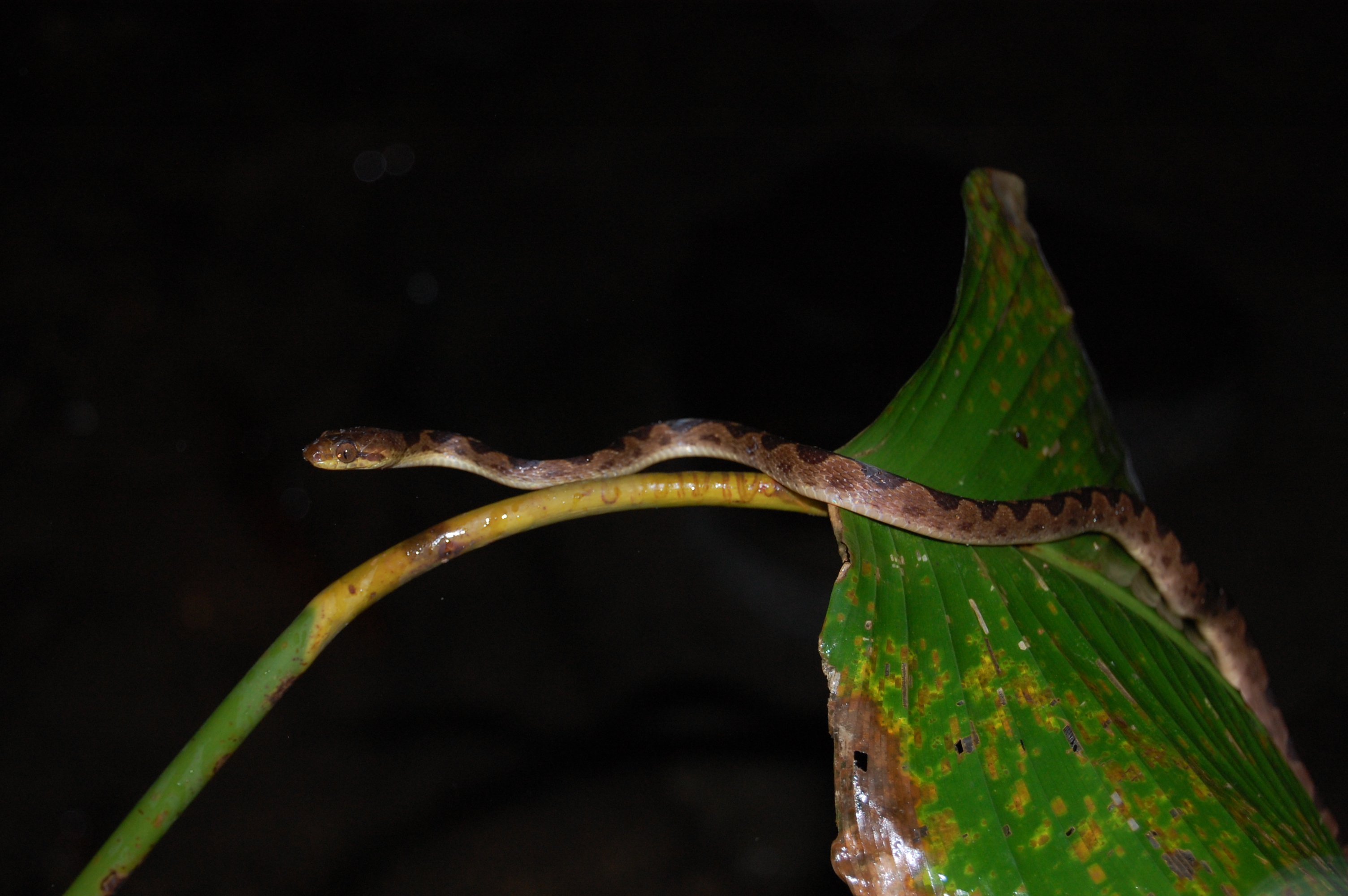
Leptodeira septentrionalis

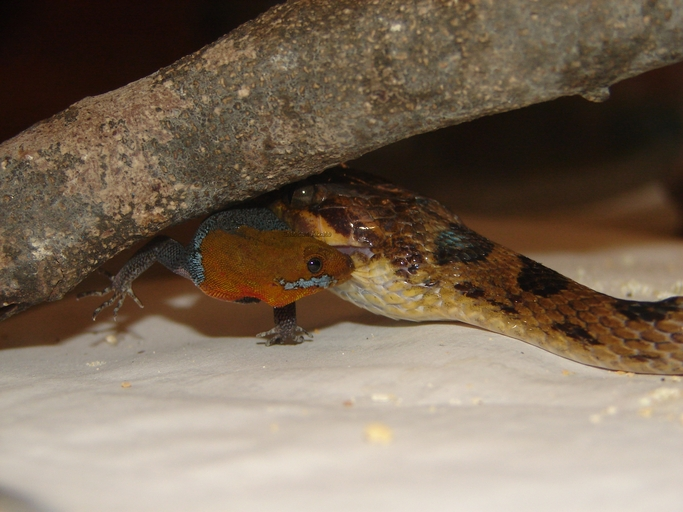
Leptodeira septentrionalis

C'est un serpent ovipare.

## Taxinomie
La sous-espèce Leptodeira septentrionalis polysticta a été élevée au rang d'espèce et la sous-espèce Leptodeira septentrionalis ornata a été placée en synonymie.

## Publication originale
- Kennicott, 1859 in Baird, 1859 : Reptiles of the boundary, with notes by the naturalists of the survey, In Report of the United States and Mexican Boundary Survey, Under the Order of Lieut. Col. W.H. Emory, Major First Cavalry, and United States Commissioner, vol. 2, no 2, Department of the Interior, Washington, D.C., p. 1-35.